# دورینل مونتینو
دورینل مونتینو (انگلیسی: Dorinel Munteanu؛ زادهٔ ۲۵ ژوئن ۱۹۶۸) یک ورزشکار اهل رومانی است.
از باشگاه‌هایی که در آن بازی کرده‌است می‌توان به وولفسبورگ، استوا بخارست، سی‌اف‌آر کلوژ، باشگاه فوتبال کلن، دینامو بخارست، و تیم ملی فوتبال رومانی اشاره کرد.
وی همچنین در تیم ملی فوتبال Romania بازی کرده است.